# Куйтоу
Куйтоу (д/н — 210) — 4-й володар держави сяньбі у 190—210 роках.

## Життєпис
Онук Тяньшихуая, ім'я батька невідоме. 186 року після загибелі стрийка Хеляня став опікуном свого стриєчного брата Цяньманя. У 190 році останній спробував відсторонити Куйтоу від влади, але зазнав поразки.
Втім Куйтоу не мав авторитету для збереження держави. Доволі швидко вона розпалася на 3 частини: на заході панував Куйтоу, в центрі — Кебінен, на сході — Су Лі.
До 195 року успішно діяв проти південних хунну, які розкололися на різні «князівства». У 207 році після перемоги вейського правителя Цао Цао над ухуанями вимушен був визнати зверхність останнього. Помер Куйтоу 210 року. Йому спадкував брат Будугень.